# Johann Josef Mazza

Johann Josef Mazza

Johann Josef Mazza (* 22. Mai 1752 in Koblenz; † 23. Mai 1828 ebenda) war von 1813 bis 1818 erst Maire und dann Oberbürgermeister von Koblenz.

## Leben und Beruf
Mazza wurde als Sohn von Josef Antonius Mazza und Helene Therese, geborene Fachbach, geboren. Seine älteste Schwester war die Mutter von Joseph Görres, eine andere Schwester heiratete den Arzt Modest Settegast, eine weitere den Lehrer Nikolaus Settegast, deren Tochter Caroline Settegast eine bekannte Wohltäterin wurde. Die Gewürzhändlerfamilie Mazza stammte ursprünglich aus Italien. Wie sein Vater auch war Mazza von Beruf Kaufmann.

## Wirken als Koblenzer Oberbürgermeister
Schon zur Zeit des Trierer Kurstaats war Mazza einmal Bürgermeister gewesen. Im Jahre 1799 wurde er Gehilfe der Mairie (Bürgermeisterei), bevor er dann am 3. April 1813 das Amt des Maire (Bürgermeister) von Koblenz übernahm. Die Stadt war zu dieser Zeit Hauptstadt des Département de Rhin-et-Moselle und damit Teil von Frankreich. Nach der offiziellen Übernahme durch Preußen am 23. April 1814 blieb Mazza in dieser Funktion und wurde am 5. April 1815 der erste preußische Oberbürgermeister von Koblenz.
In seine Amtszeit fiel die Ankunft des ersten Touristenschiffs (der engl. Caledonia) auf dem Rhein (1817) und die Einrichtung der preußischen Polizeidirektion Koblenz (1818). Koblenz wurde 1817 Teil des Landkreises Koblenz und konnte in Mazzas Amtszeit seine Einwohnerzahl von 7.992 (1800) auf 11.793 (1812) erhöhen.
Mazzas Amtszeit sollte eigentlich 1817 enden, aber der Stadtrat bat die preußische Regierung wegen seiner Verdienste um eine Verlängerung. Nach langer Prüfung sah die Regierung allerdings keine Verwendung mehr für Mazza und er bat im März 1818 selbst um seine Entlassung. Sein Nachfolger im Amt wurde am 26. März 1818 Abundius Maehler.